# Pars Khodro
Pars Khodro – irański producent samochodów z siedzibą w Teheranie. Przedsiębiorstwo założone zostało w 1956 roku.
Obecnie przedsiębiorstwo produkuje na licencji wybrane modele Nissana i Renault. Wielkość produkcji w 2003 roku wyniosła ponad 28 000 samochodów.